# Стрільба на літніх Олімпійських іграх 2020 — трап (мікст)
Змагання зі стендової стрільби в дисципліні трап (мікст) на літніх Олімпійських іграх 2020 відбулися 31 липня в Стрілецькому парку Асака. 

## Рекорди
Перед початком змагань світовий і олімпійський рекорди були такими:
| Рекорд кваліфікації | Рекорд кваліфікації                       | Рекорд кваліфікації | Рекорд кваліфікації | Рекорд кваліфікації |
| ------------------- | ----------------------------------------- | ------------------- | ------------------- | ------------------- |
| Світовий рекорд     | США (USA) Австралія (AUS) Туреччина (TUR) | 149                 | Акапулько, Мексика  | 20 March 2019       |
| Олімпійський рекорд | Не встановлено                            | –                   | –                   | –                   |

## Розклад
Вказано Японський стандартний час (UTC+9)
| Дата                  | Час         | Раунд                                         |
| --------------------- | ----------- | --------------------------------------------- |
| Субота, 31 липня 2021 | 9:00        | Кваліфікація на точність                      |
| Субота, 31 липня 2021 | 13:30 14:05 | Матч за бронзову медаль Матч за золоту медаль |

## Результати

### Кваліфікація
Проходження: 1-ша і 2-га команди виходять до фіналу, 3-тя і 4-та - до матчу за 3-тє місце. 
| Місце | Спортсмени                                   | Країна                             | Чоловіки | Чоловіки | Чоловіки | Жінки | Жінки | Жінки | Загалом | Перестрілювання | Примітки |
| Місце | Спортсмени                                   | Країна                             | 1        | 2        | 3        | 1     | 2     | 3     | Загалом | Перестрілювання | Примітки |
| ----- | -------------------------------------------- | ---------------------------------- | -------- | -------- | -------- | ----- | ----- | ----- | ------- | --------------- | -------- |
| 1     | Альберто Фернандес Фатіма Галвес             | Іспанія (ESP)                      | 25       | 25       | 25       | 24    | 25    | 24    | 148     | +1              | QG       |
| 2     | Жіан Марко Берті Алессандра Періллі          | Сан-Марино (SMR)                   | 25       | 24       | 25       | 25    | 24    | 25    | 148     | +0              | QG       |
| 3     | Ерік Варга Зузана Штефечекова                | Словаччина (SVK) 1                 | 23       | 25       | 24       | 24    | 25    | 25    | 146     | +11             | QB       |
| 4     | Браян Берроуз Меделін Берно                  | США (USA) 2                        | 22       | 25       | 24       | 25    | 25    | 25    | 146     | +10             | QB       |
| 5     | Сіґетака Ояма Юкіє Накаяма                   | Японія (JPN)                       | 23       | 23       | 25       | 25    | 24    | 25    | 145     |                 |          |
| 6     | Томас Ґрайс Пенні Сміт                       | Австралія (AUS) 2                  | 25       | 25       | 24       | 24    | 23    | 24    | 145     |                 |          |
| 7     | Джеймс Віллет Летіша Сканлан                 | Австралія (AUS) 1                  | 25       | 25       | 23       | 25    | 23    | 24    | 145     |                 |          |
| 8     | Маріан Ковачоці Яна Шпотакова                | Словаччина (SVK) 2                 | 25       | 24       | 25       | 23    | 25    | 22    | 144     |                 |          |
| 9     | Юй Хайчен Ван Сяоцзін                        | Китай (CHN)                        | 25       | 23       | 24       | 24    | 25    | 23    | 144     |                 |          |
| 10    | Метью Ковард-Голлі Кірсті Геґарті            | Велика Британія (GBR)              | 24       | 25       | 24       | 22    | 23    | 25    | 143     |                 |          |
| 11    | Аліпов Олексій Олександрович Дарія Сем'янова | Олімпійський комітет Росії (ROC) 1 | 24       | 25       | 24       | 25    | 22    | 22    | 142     |                 |          |
| 12    | Мауро Де Філіппіс Джессіка Россі             | Італія (ITA)                       | 24       | 25       | 25       | 24    | 20    | 23    | 141     |                 |          |
| 13    | Деррік Мейн Кейл Браунінґ                    | США (USA) 1                        | 25       | 21       | 25       | 20    | 25    | 24    | 140     |                 |          |
| 14    | Максим Кабацький Катерина Субботіна          | Олімпійський комітет Росії (ROC) 2 | 23       | 25       | 23       | 23    | 23    | 22    | 139     |                 |          |
| 15    | Хорхе Ороско Алехандра Рамірес               | Мексика (MEX)                      | 23       | 25       | 22       | 23    | 21    | 24    | 138     |                 |          |
| 16    | Абдель Азіз Мехельба Меггі Ашмаві            | Єгипет (EGY)                       | 23       | 24       | 22       | 23    | 23    | 23    | 138     |                 |          |

### Матч за бронзову медаль
| Місце | Спортсмени                    | Країна             | Загалом | Перестрілювання | Примітки |   |                             |             |    |    |  |
| ----- | ----------------------------- | ------------------ | ------- | --------------- | -------- | - | --------------------------- | ----------- | -- | -- |  |
| Місце | Спортсмени                    | Країна             | Загалом | Перестрілювання | Примітки | 3 | Браян Берроуз Меделін Берно | США (USA) 2 | 42 | +3 |  |
| 4     | Ерік Варга Зузана Штефечекова | Словаччина (SVK) 1 | 42      | +2              |          |   |                             |             |    |    |  |

### Матч за золоту медаль
| Місце | Спортсмени                          | Країна           | Загалом | Перестрілювання | Примітки |   |                                  |               |    |  |  |
| ----- | ----------------------------------- | ---------------- | ------- | --------------- | -------- | - | -------------------------------- | ------------- | -- |  |  |
| Місце | Спортсмени                          | Країна           | Загалом | Перестрілювання | Примітки | 1 | Альберто Фернандес Фатіма Галвес | Іспанія (ESP) | 41 |  |  |
| 2     | Жіан Марко Берті Алессандра Періллі | Сан-Марино (SMR) | 40      |                 |          |   |                                  |               |    |  |  |